# Koszary (województwo wielkopolskie)
Koszary – wieś sołecka w Polsce położona w województwie wielkopolskim, w powiecie konińskim, w gminie Sompolno. 
| SIMC    | Nazwa        | Rodzaj    |
| ------- | ------------ | --------- |
| 0295432 | Jaźwiny      | część wsi |
| 0295449 | Klonowa      | część wsi |
| 0295455 | Zielona Baba | część wsi |

W drugiej połowie XIX wieku miejscowość była kolonią w gminie Sompolno, liczyła 7 domów zamieszkanych przez 42 mieszkańców. 
W latach 1975–1998 miejscowość administracyjnie należała do województwa konińskiego. Według danych z roku 2009 liczyła 163 mieszkańców.
Mieszkańcy Koszar wyznania katolickiego przynależą do parafii Narodzenia Najświętszej Maryi Panny w Racięcicach.
Według gminnej ewidencji zabytków we wsi znajduje się kapliczka z przełomu XIX i XX wieku.